# Winthemia solomonica
Winthemia solomonica är en tvåvingeart som beskrevs av Baranov 1938. Winthemia solomonica ingår i släktet Winthemia och familjen parasitflugor. Inga underarter finns listade i Catalogue of Life.